# Podence
Podence ist eine Ortschaft und ehemalige Gemeinde in der Region Alto Trás-os-Montes, im Nordosten Portugals.
Überregional bekannt ist der Ort für seinen traditionellen Karnevalsumzug zum Ende des Winters. Der Karneval von Podence wurde 2019 zum Immateriellen Kulturerbe der Menschheit erklärt.

## Geschichte
1447 bestand hier bereits die eigenständige Gemeinde Podence. Bis 1832 gehörte sie zum Kreis von Bragança. Im Verlauf der wechselnden Verwaltungsreformen nach der Liberalen Revolution nach 1821 und dem folgenden Miguelistenkrieg wechselte ihre Zugehörigkeit, um seit 1878 zum Kreis von Macedo de Cavaleiros zu gehören.
Mit der Gemeindereform 2013 wurde die Gemeinde Podence aufgelöst und mit Santa Combinha zur neuen Gemeinde Podence e Santa Combinha zusammengeschlossen.
2019 nahm die UNESCO den Karneval von Podence in ihre Liste des immateriellen Kulturerbes der Menschheit auf.

## Kultur und Sehenswürdigkeiten

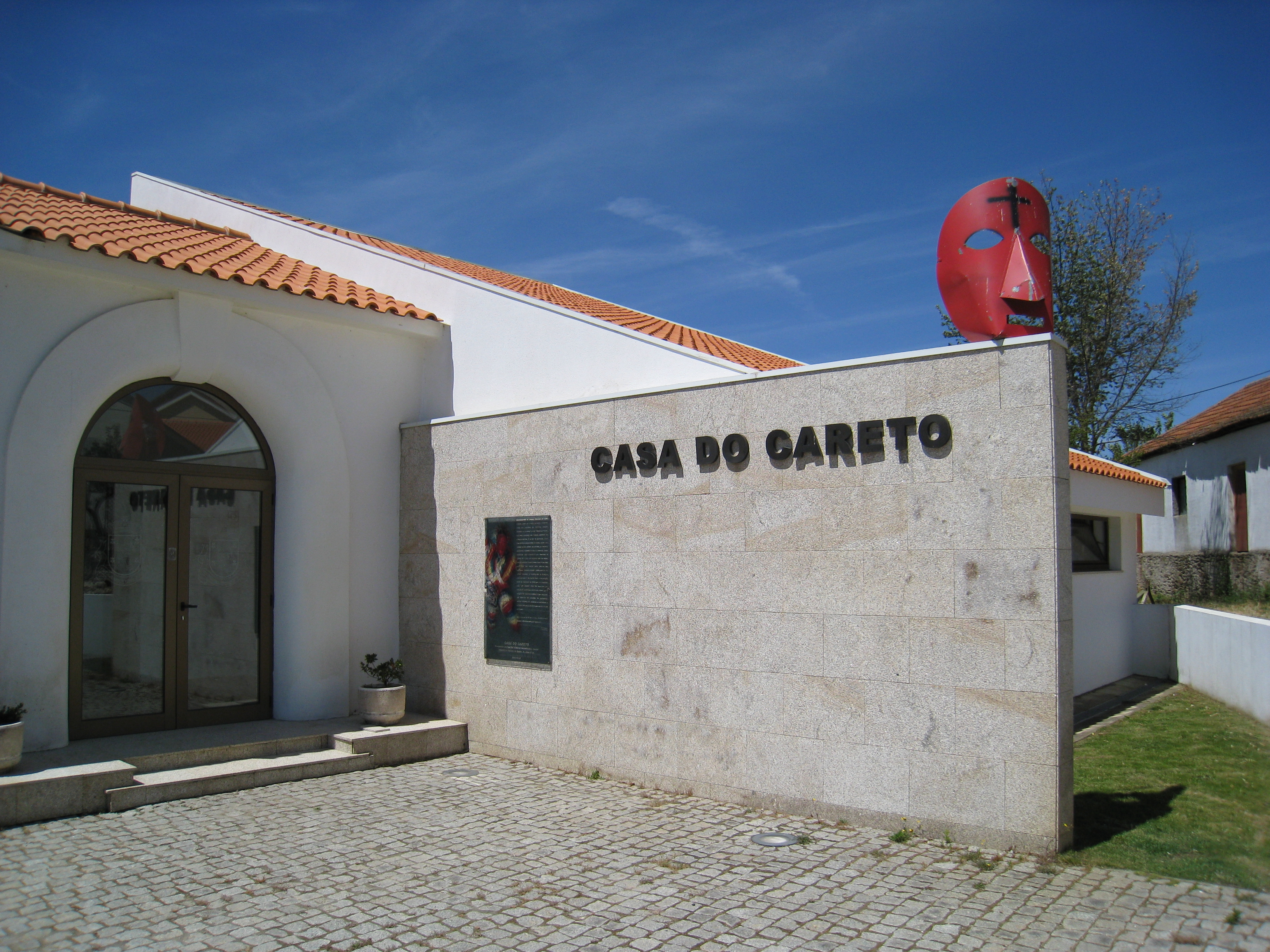
Die Casa do Careto in Podence, Museum der Karnevalsfiguren und Sitz der UNESCO-Kandidatur

Der Ort ist für den Karneval von Podence bekannt. 2019 wurde der traditionelle Karnevalsumzug zur Austreibung des Winters mit seinen althergebrachten bunten Figuren, den Caretos,  in die UNESCO-Liste des immateriellen Kulturerbes der Menschheit aufgenommen. Höhepunkt des Karnevals ist der Umzug der bunten Masken und Figuren, der Entrudo Chocalheiro. Mit steigendem Bekanntheitsgrad wächst inzwischen auch die Bedeutung für den Fremdenverkehr, 2018 kamen bereits etwa 20.000 Besucher in das Dorf. Dabei kommen auch die traditionellen Viehglocken, die Chocalhos zum Einsatz. Sie stehen als Arte chocalheira seit 2015 selbst auf der Liste des dringend erhaltungsbedürftigen immateriellen Kulturerbes der UNESCO.
Mit der Quinta da Moagem João do Padre und der Quinta do Azibo gibt es zwei Einrichtungen des Turismo rural, die in alten Landgütern eingerichtet worden sind. In der Nähe liegt der Stausee Albufeira da Azibo, der Wassersport- und Bademöglichkeiten bietet, ebenso das Flussschwimmbad Praia da Ribeira. Ausgeschilderte Wanderwege führen durch das Gemeindegebiet. Der Golfplatz des Kreises, der Campo de Golfe de Macedo de Cavaleiros, soll im Gemeindegebiet von Podence entstehen.
Zu den Baudenkmälern gehören, neben der 1984 erbauten Grundschule, auch verschiedene Sakralbauten, darunter die im 17. Jahrhundert erbaute Gemeindekirche Igreja Paroquial de Podence (auch Igreja de Nossa Senhora da Purificação), die u. a. manieristische und barocke Altarretabel aus vergoldetem Holzwerk (Talha dourada) birgt.

## Verwaltung

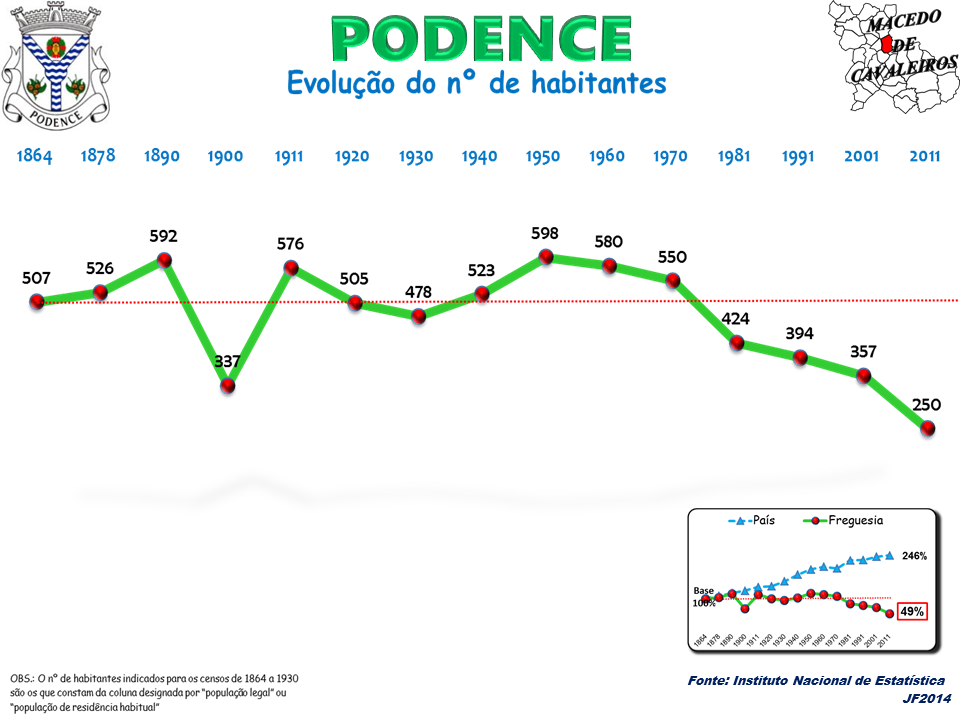
Einwohnerentwicklung der Gemeinde Podence (1864–2011)

Podence war Sitz einer gleichnamigen Gemeinde (Freguesia) im Kreis (Concelho) von Macedo de Cavaleiros im Distrikt Bragança. In ihr lebten 250 Einwohner auf einer Fläche von 250 km²(Stand 30. Juni 2011).
Die Gemeinde bestand aus zwei Ortschaften:
- Azibeiro
- Podence

Im Zuge der Gebietsreform vom 29. September 2013 wurden kleine Gebietsanpassungen vorgenommen und die Gemeinde Podence mit der Gemeinde Santa Combinha zur neuen Gemeinde União das Freguesias de Podence e Santa Combinha zusammengelegt. Podence wurde Sitz der neuen Gemeinde.

## Szenen des traditionellen Karnevals von Podence

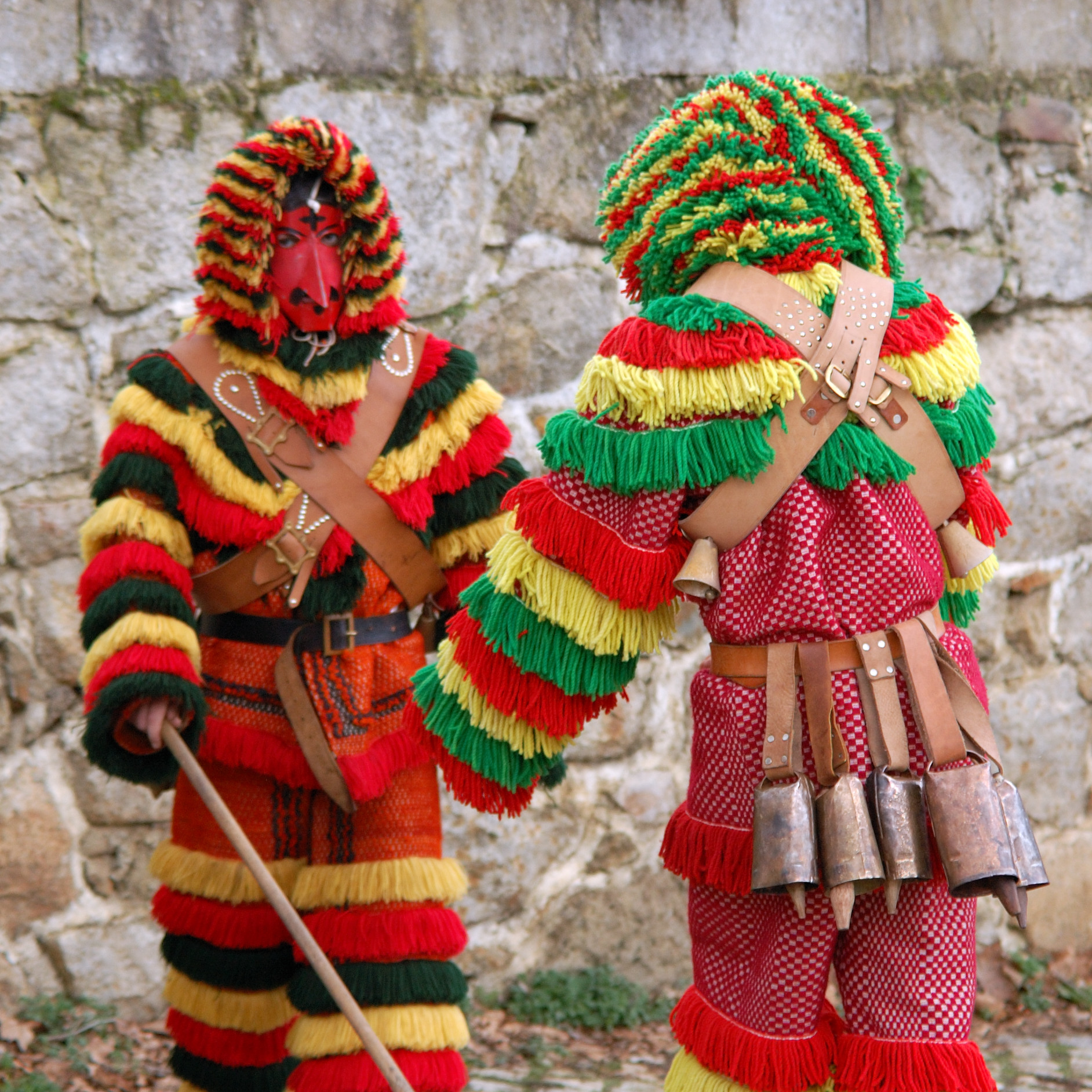
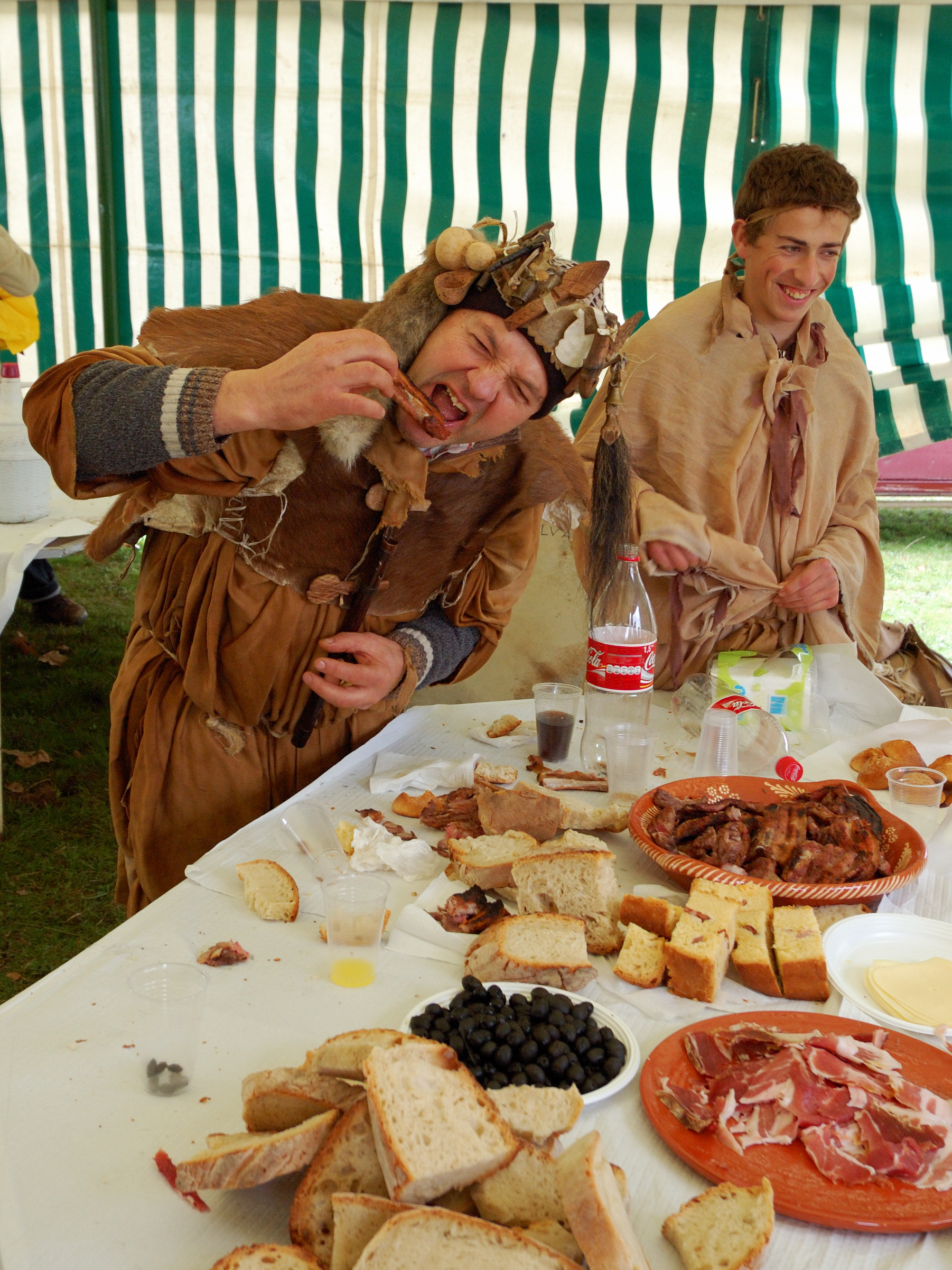
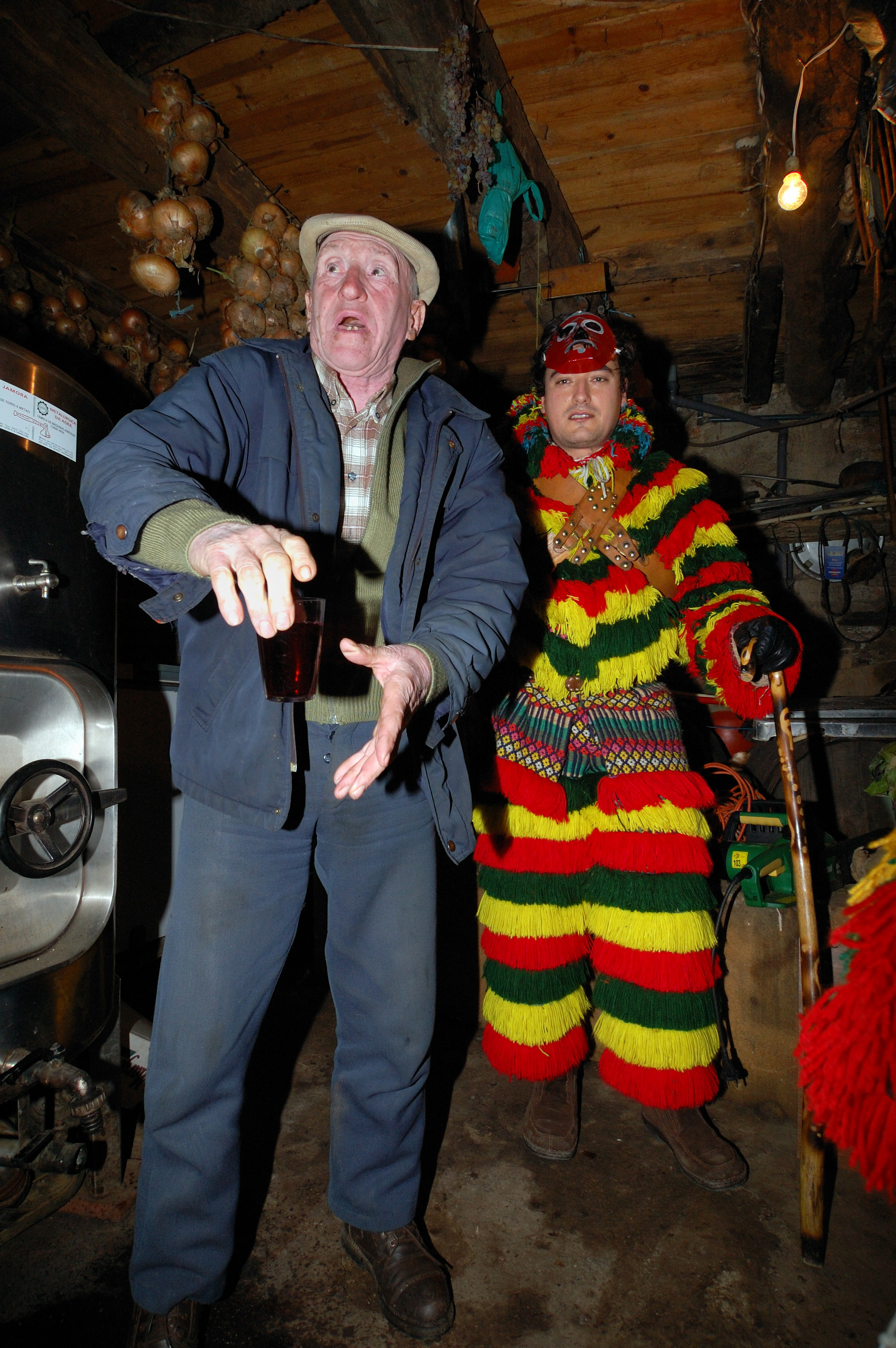
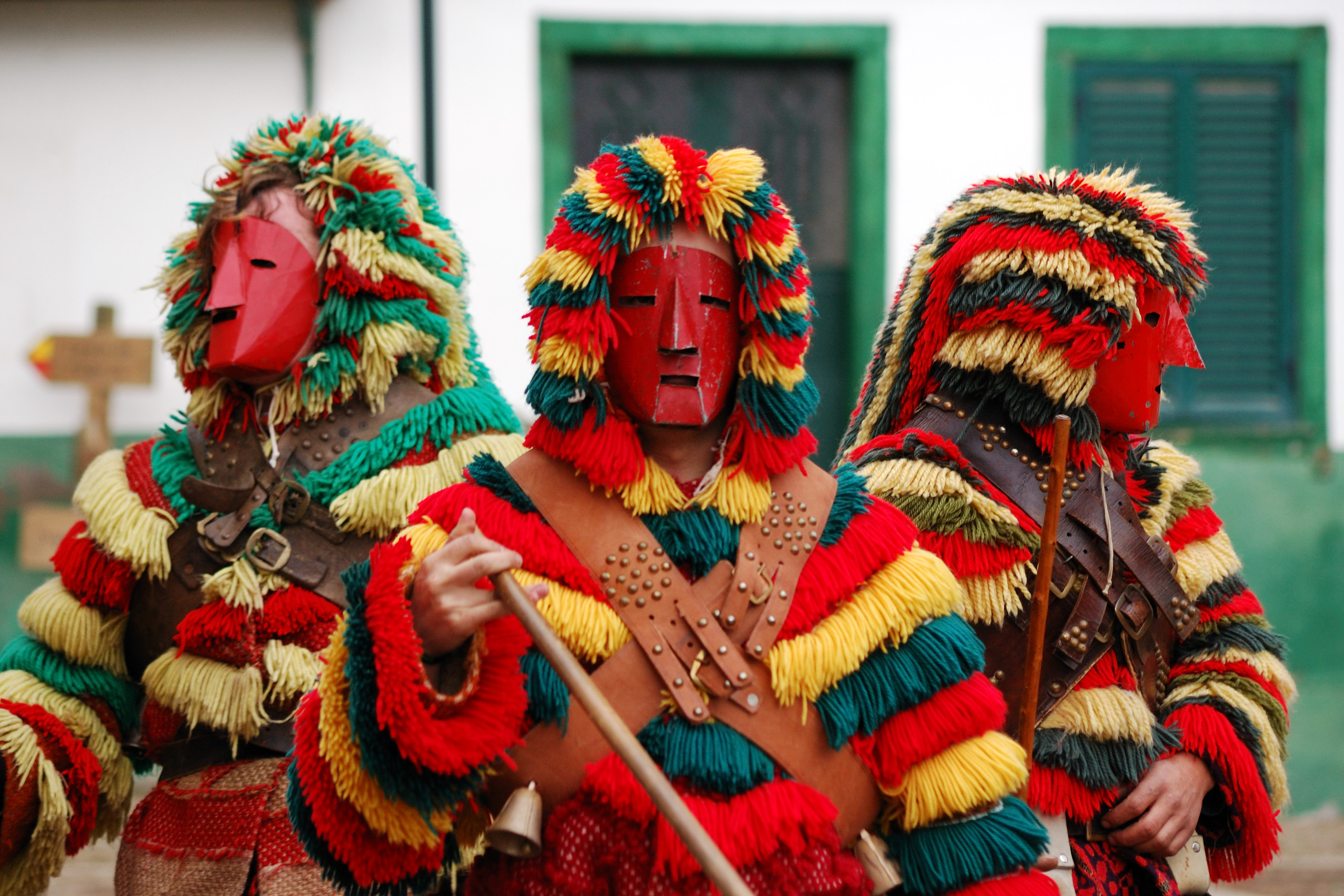
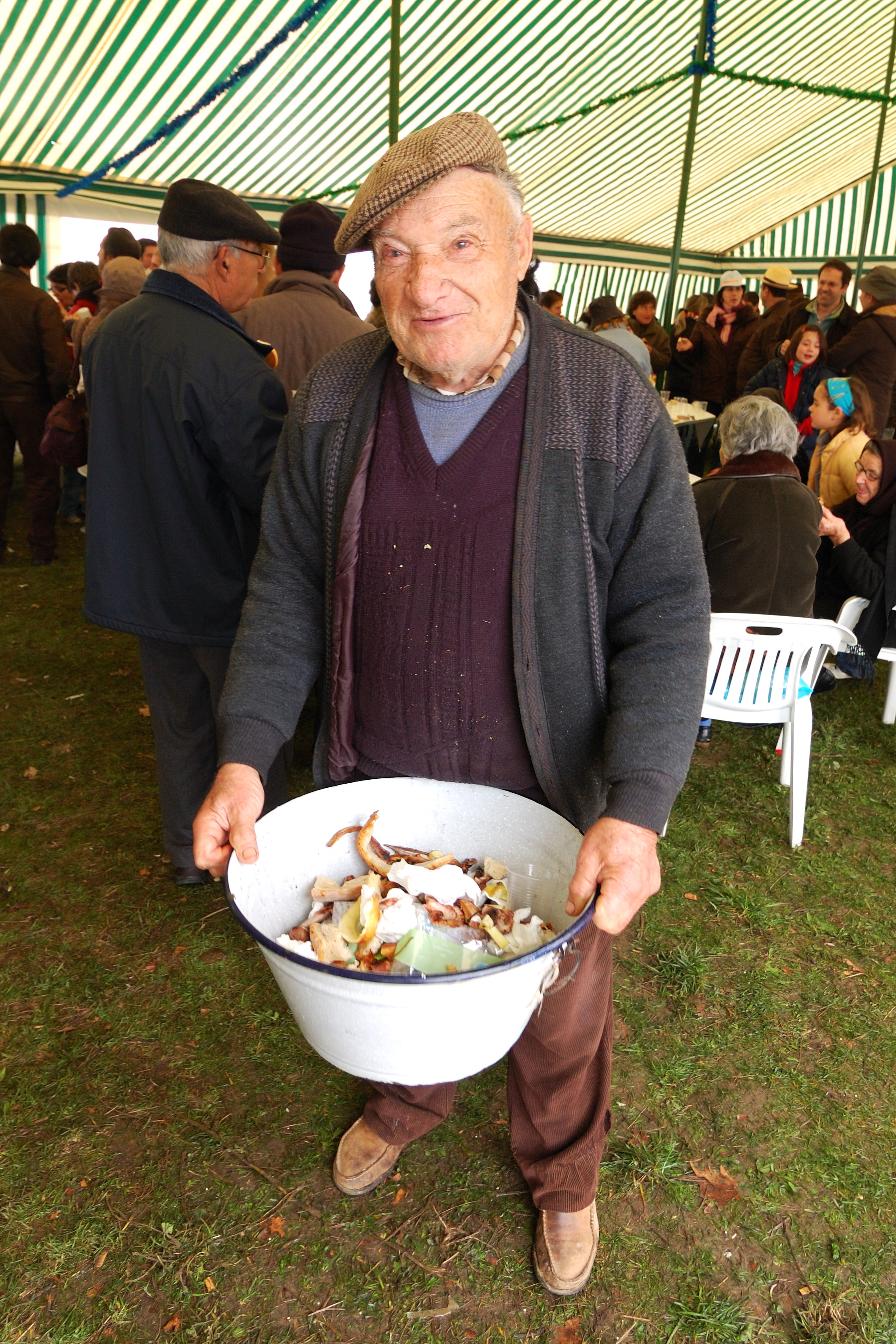
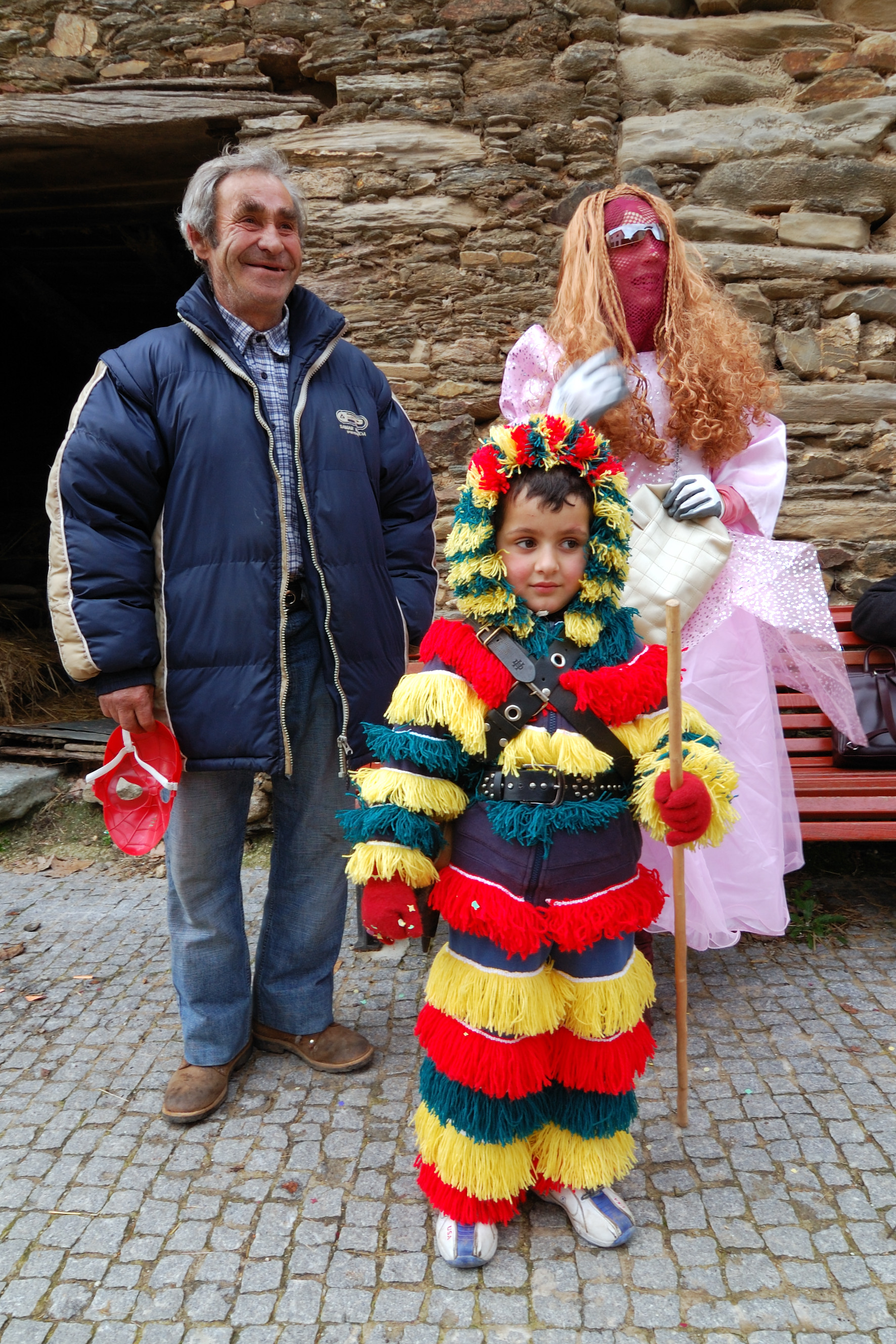
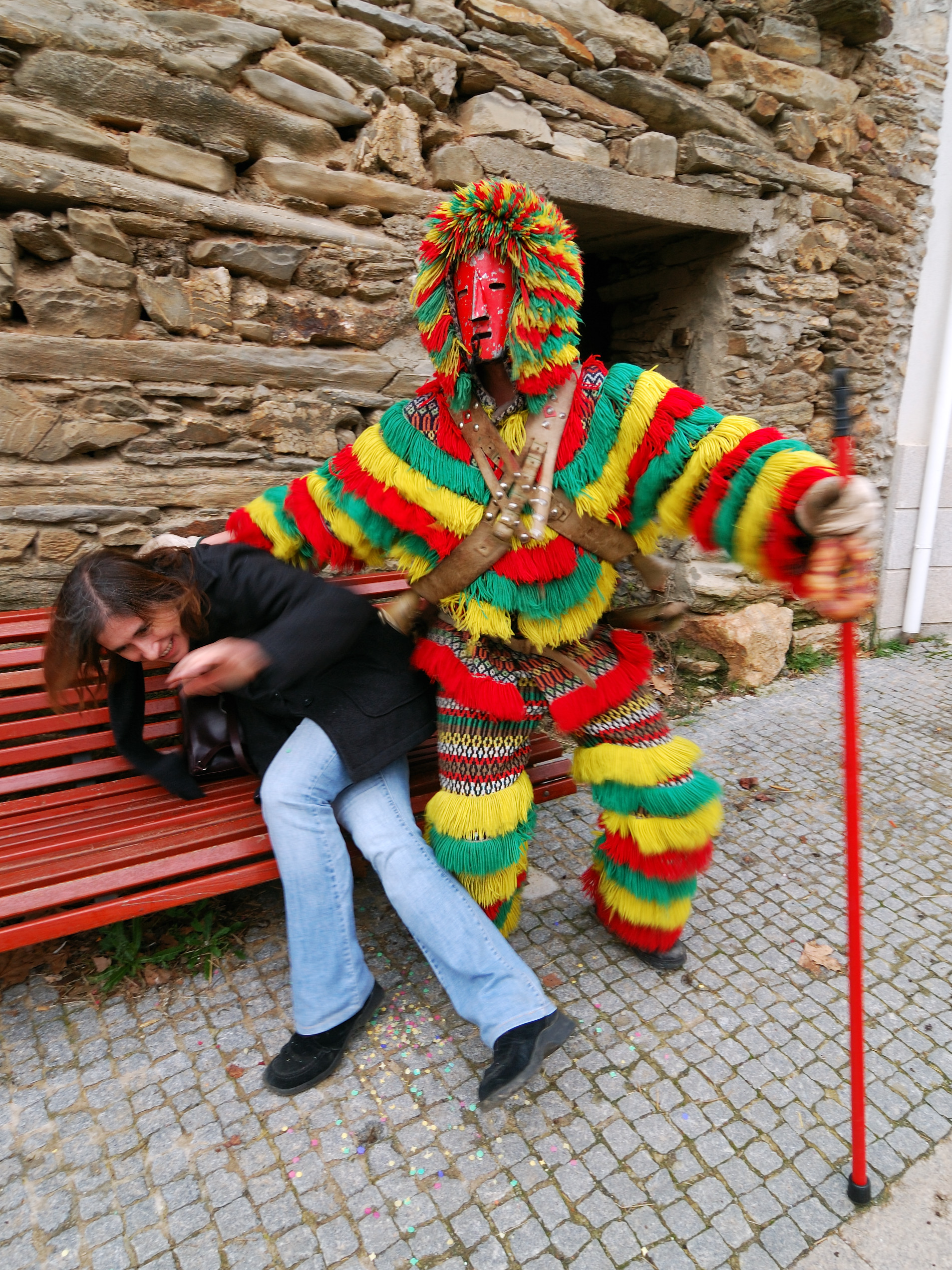
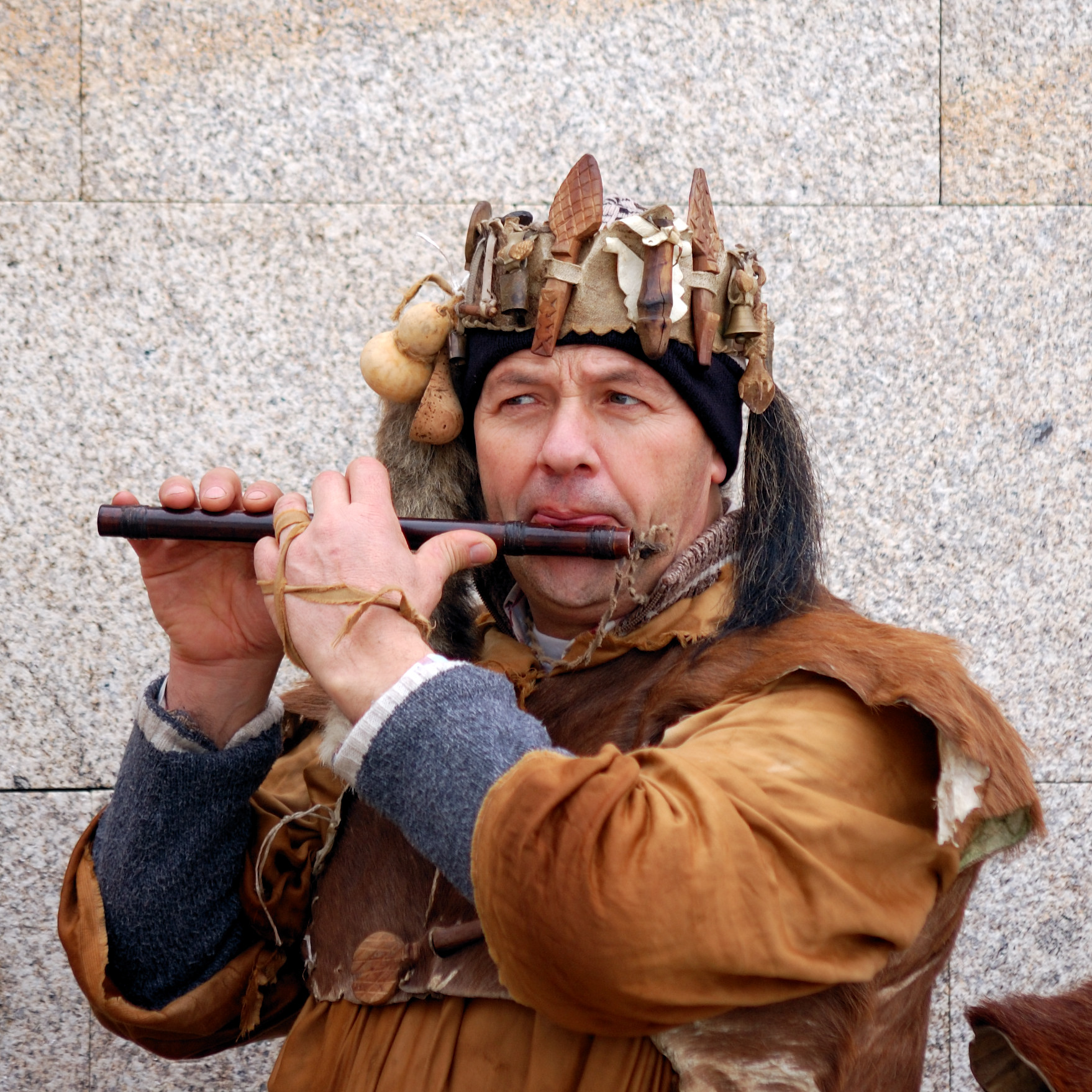
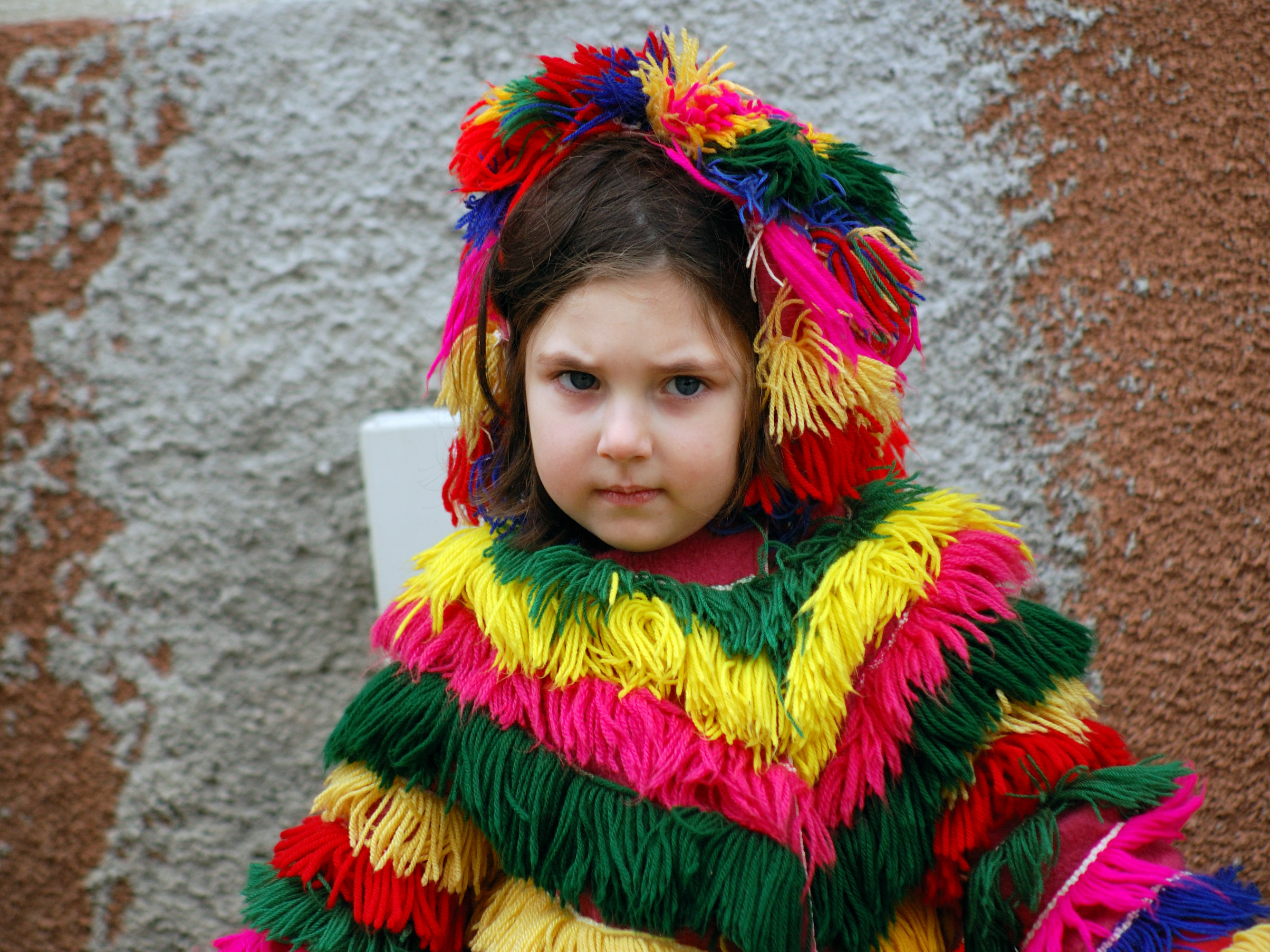
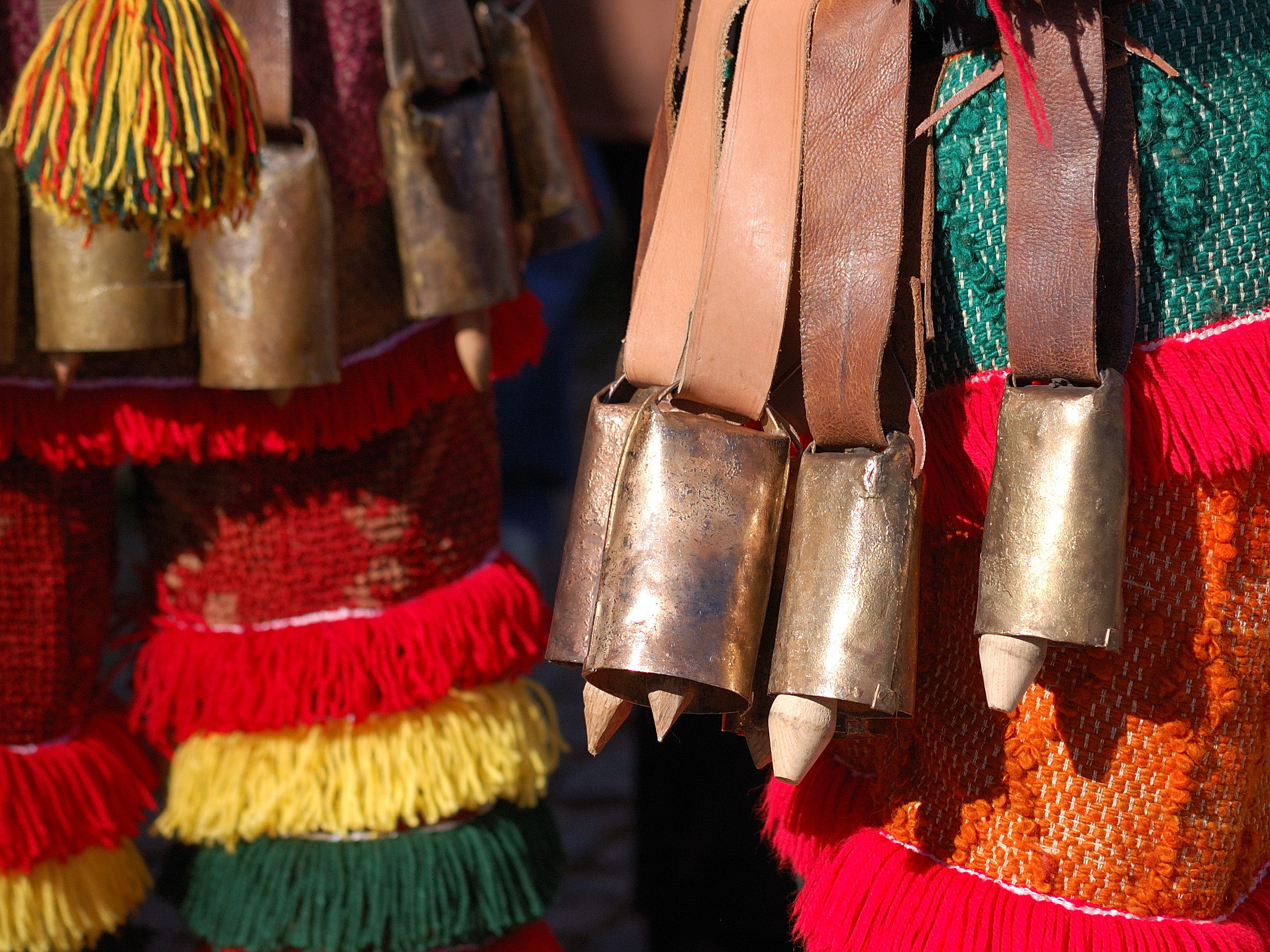
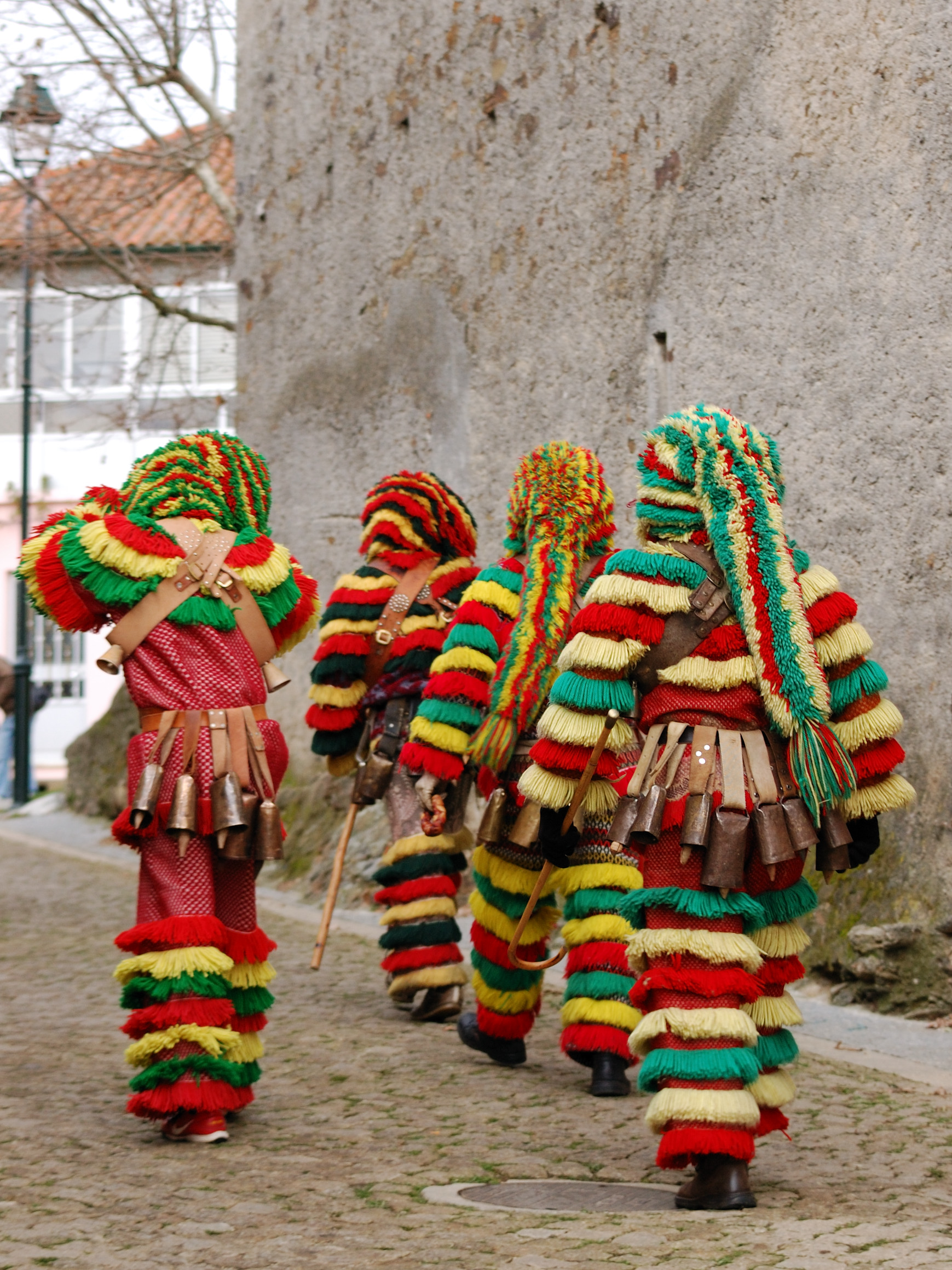
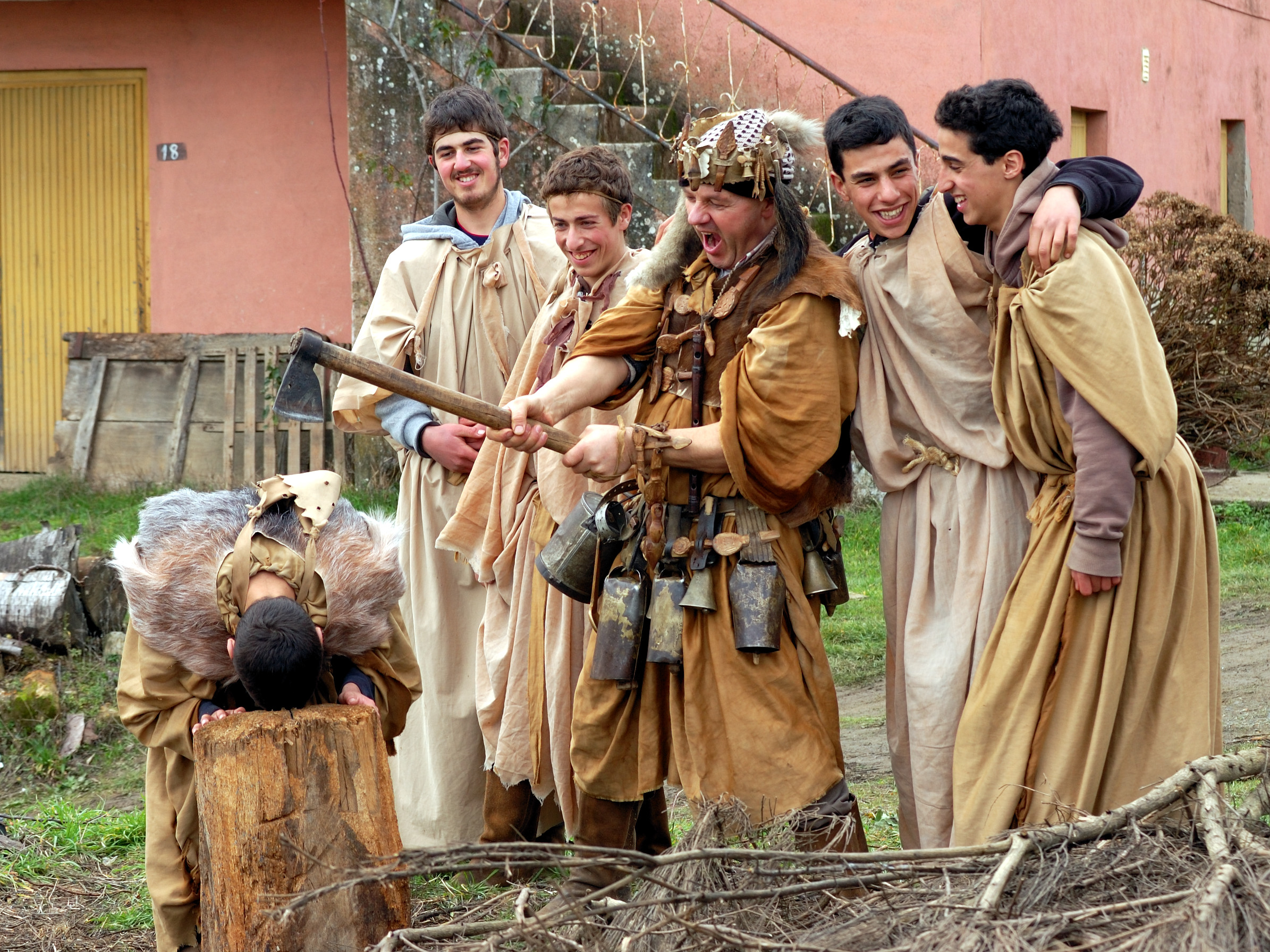
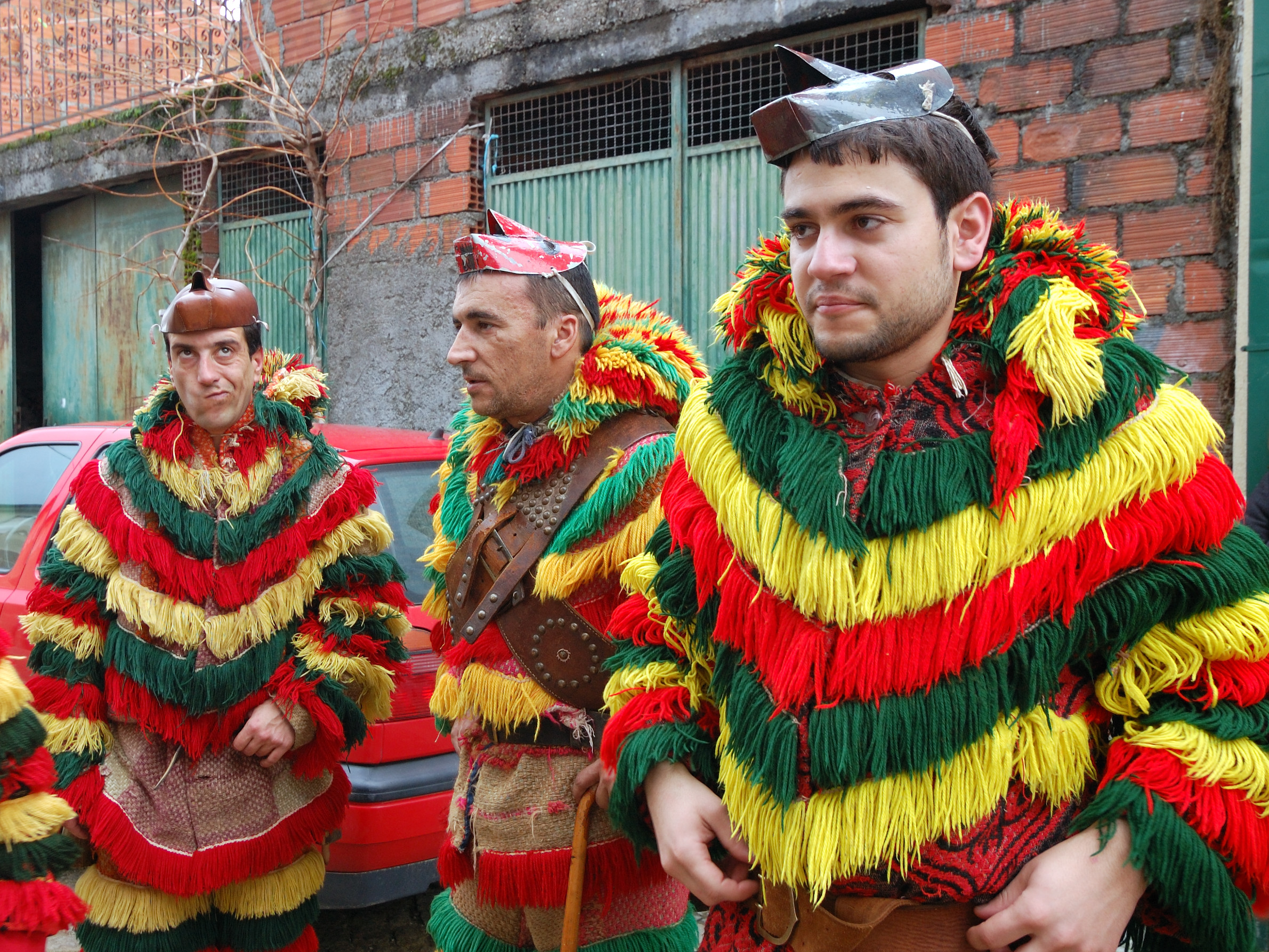
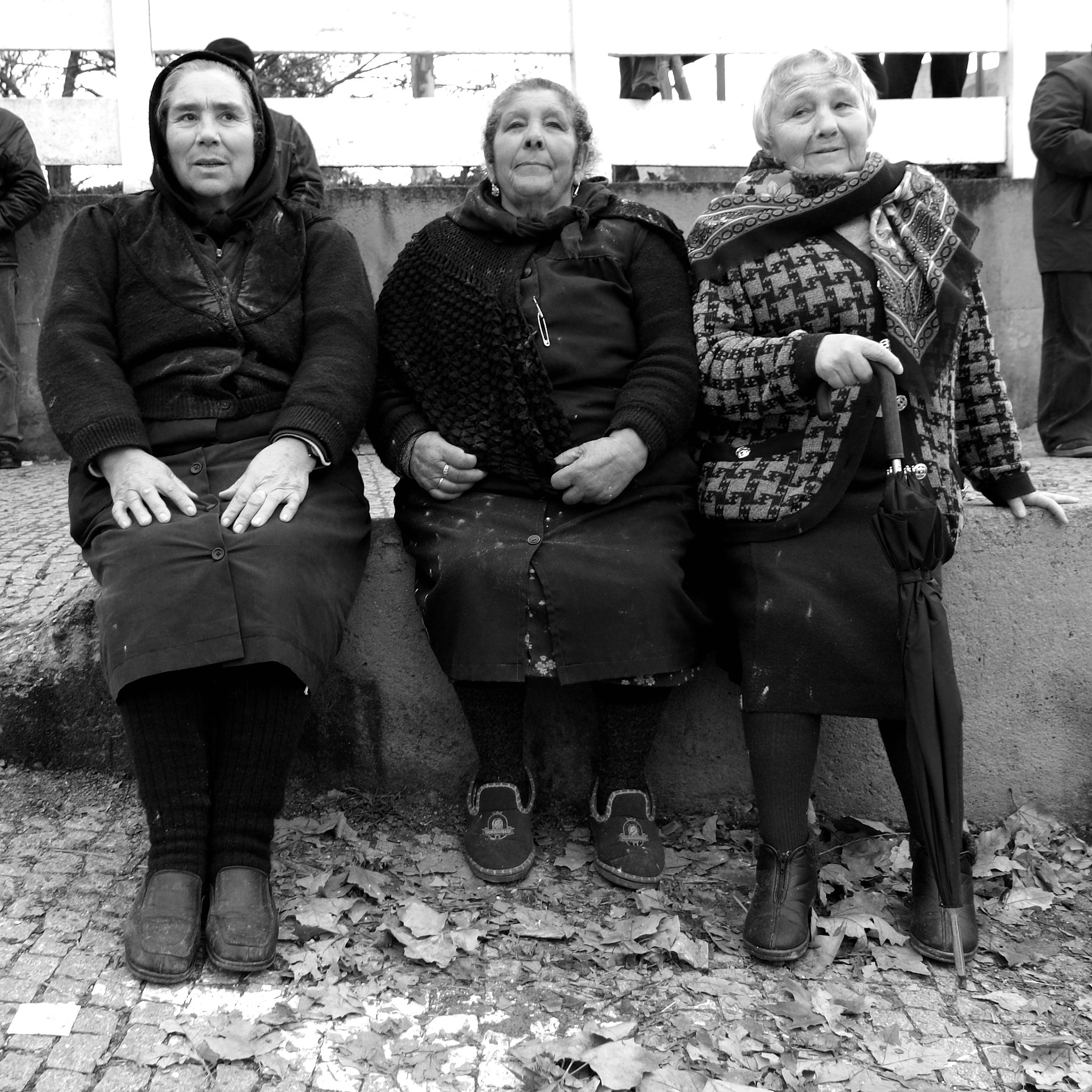